# Prix Theodor-W.-Adorno
Le prix Theodor-W.-Adorno (Theodor-W.-Adorno-Preis) récompense des contributions exceptionnelles dans les domaines de la philosophie, de la musique, du théâtre et du cinéma. Il consiste en un document artistique et est doté de 50 000 euros.
Le prix Theodor-W.-Adorno a été créé en 1977 par la ville de Francfort-sur-le-Main en souvenir du philosophe, sociologue et musicien Theodor W. Adorno, qui a enseigné vingt ans à l’université Johann-Wolfgang-Goethe. Il est attribué tous les trois ans, le 11 septembre, date anniversaire de la naissance d’Adorno.

## Récipiendaires
- 1977 : Norbert Elias, sociologue et philosophe
- 1980 : Jürgen Habermas, sociologue et philosophe
- 1983 : Günther Anders, écrivain et philosophe
- 1986 : Michael Gielen, chef d’orchestre et compositeur
- 1989 : Leo Löwenthal, sociologue et critique littéraire
- 1992 : Pierre Boulez, chef d’orchestre et compositeur
- 1995 : Jean-Luc Godard, réalisateur
- 1998 : Zygmunt Bauman, sociologue
- 2001 : Jacques Derrida, philosophe
- 2003 : György Ligeti, compositeur
- 2006 : Albrecht Wellmer, philosophe
- 2009 : Alexander Kluge, réalisateur
- 2012 : Judith Butler, philosophe
- 2015 : Georges Didi-Huberman, philosophe
- 2018 : Margarethe von Trotta, actrice, réalisatrice et scénariste
- 2021 : Klaus Theweleit, théoricien de la littérature et de la culture